# Ralph Kercheval
Ralph Godfrey Kercheval (* 1. Dezember 1911 in Salt Lick, Kentucky, USA; † 6. Oktober 2010 in Lexington, Kentucky) war ein American-Football-Spieler. Er spielte in der National Football League (NFL) bei den Brooklyn Dodgers.

## Spielerkarriere
Ralph Kercheval studierte an der University of Kentucky, für deren American-Football-Mannschaft er spielte. In den Jahren 1931 bis 1933 wurde er von seinem College für seine sportlichen Leistungen ausgezeichnet. Kercheval machte seinen Studienabschluss in Tierhaltung und arbeitete nach seinem Studium bei einem Pferderennstall. 
Im Jahr 1934 unterschrieb Ralph Kercheval einen Profivertrag bei den Brooklyn Dodgers. Er war der einzige Spieler der Mannschaft der ein festes Jahresgehalt bezog. Sein Jahressalär belief sich zeitweise auf 3.600 US-Dollar. Kercheval beendete 1940 seine Spielerlaufbahn ohne jemals einen Titel gewonnen zu haben. 

## Nach der Karriere
Nach seiner Spielerlaufbahn diente Kercheval von 1941 bis 1945 als Kavallerieoffizier bei der US Army. Nach seiner Dienstzeit betätigte er sich als Pferdezüchter und -trainer. In den Jahren 1971 und 1972 war er Präsident der US-amerikanischen Vollblutpferdezüchtervereinigung. Ralph Kercheval ist auf dem Lexington Cemetery in Lexington beerdigt.

## Ehrungen
Ralph Kercheval war Mitglied in der University of Kentucky Athletics Hall of Fame, in der Kentucky Athletics Hall of Fame und wurde zweimal zum All-Star gewählt.